# خمیر (رئولوژی)
در فیزیک خمیر (به انگلیسی: Paste) ماده‌ای است تا زمانیکه، تنش زیادی روی آن اعمال نشده رفتار جامد از خود نشان می‌دهد و بعد از رسیدن به نقطه‌ای خاص، مانند سیال جاری می‌شود. خمیر نمونه‌ای از پلاستیک بینگهام است.
برای مثال‌هایی از خمیر می‌توان به خردل و خمیر دندان اشاره کرد.